# Wulf Traugott Kruse
Wulf Traugott Kruse (* 30. Juni 1936 in Bremen; † 12. Januar 2025) war ein deutscher Pastor und ein Mitglied der Bremischen Bürgerschaft (FDP).

## Biografie
Kruse wurde auf dem zweiten Bildungsweg evangelischer Pastor. Er war bis 1969 Missionar in Südafrika, dann Pfarrer in Berlin. Die evangelische Kirchgemeinde Dietrich-Bonhoeffer in Bremen-Huchting wählte ihn 1974 als Nachfolger des 1972 amtsenthobenen Pastors Wolfgang Schiesches zum Nachfolger. Er war bis um 2002 Pastor in Huchting sowie danach bis 2005 an der Johannesgemeinde in Ritterhude bzw. Paul-Gerhardt-Gemeinde in Blumenthal - Ortsteil Rönnebeck-Farge. Danach hielt er eine Reihe von Vorträgen im religiösen Bereich. 

Er war seit 1974 Mitglied in der FDP Bremen.

Von 1975 bis 1976 war er Mitglied der 9. Bremischen Bürgerschaft sowie Mitglied verschiedener Deputationen, u. a. für Jugendhilfe (stellvertretender Sprecher). Er legte sein Mandat nieder.
Er war in den 1970er und wieder ab 1992 in den 1990er Jahren als Nachfolger von Roland Kutzki Vorsitzender der Aktionsgemeinschaft Kultur und Freizeit in Huchting (AKuF).